# Molophilus latipennis
Molophilus latipennis är en tvåvingeart som beskrevs av Alexander 1923. Molophilus latipennis ingår i släktet Molophilus och familjen småharkrankar. Inga underarter finns listade i Catalogue of Life.